# 金源乡 (寻甸县)
金源乡是中华人民共和国云南省昆明市寻甸回族彝族自治县下辖的一个乡，实际上隶属于昆明倘甸产业园区轿子山旅游开发区。2017年12月，正式签订移交协议。

## 行政区划
金源乡下辖以下地区：
金源村、沧溪村、妥托村、小村、安秧村、安丰村、高峰村、龙潭村和瓦房村。